# Movimiento Revolucionario del Pueblo (México)
El Movimiento Revolucionario del Pueblo (MRP), fue un grupo insurgente de México, integrado por miembros del (MLN) y del Frente Electoral del Pueblo (FEP). Entre sus dirigentes se encontraba el periodista Víctor Rico Galán, Rolf Meiners Huebner, Raúl  Ugalde, Isaías Rojas Delgado y Raúl Prado, particularmente médicos y maestros que habían participado en el movimiento de 1965.
En agosto de 1966 fueron detenidos la gran parte de los miembros de la organización. Tenían cuatro escuelas de formación teórica en el país y contaban con una red de contactos a lo largo de nueve estados de la Républica. Fueron Infiltrados por la Dirección Federal de Seguridad, que los delataron y aprehendieron.